# Список депутатов Государственной думы Российской Федерации VI созыва

## Персональный составГосударственной Думы России VI созыва
9 декабря 2011 года в соответствии со статьями 25 и 82 Федерального закона «О выборах депутатов Государственной Думы Федерального Собрания Российской Федерации» и на основании Постановления Центральной избирательной комиссии РФ № 70/576-6 «О результатах выборов депутатов Государственной Думы Федерального Собрания Российской Федерации шестого созыва» выборы депутатов Государственной Думы, прошедшие 4 декабря, признаны состоявшимися и действительными. Установлено, что в нижнюю палату российского парламента избрано 450 депутатов.
15 декабря 2011 года после внутрипартийных консультаций о передачах мандатов в региональных группах, а также с учётом поступивших заявлений избранных депутатов об отказе от своих мандатов, первичным Постановлением Центральной избирательной комиссии РФ № 73/583-6 был зарегистрирован 351 депутат Государственной думы: 60 — от «Справедливой России», 56 — от ЛДПР, 86 — от КПРФ, остальные 149 представляли «Единую Россию».
17 декабря 2011 года Постановлением Центральной избирательной комиссии РФ № 75/592-6 Государственной думы была занята ещё 91 вакансия: четыре мандата получили члены «Справедливой России», шесть — представители КПРФ, восемьдесят одну заняли депутаты от «Единой России».
19 декабря 2011 года согласно Постановлению Центральной избирательной комиссии РФ № 77/617-6 последним 8 депутатам Государственной думы (все — от «Единой России») были выданы удостоверения об избрании.
21 декабря 2011 года Государственная дума Федерального собрания Российской Федерации шестого созыва приступила к работе, не имея в своём составе вакансий.
Ранжированный список политических партий, кандидаты которых получили мандаты депутатов Государственной думы 6 созыва, представлен в соответствии с приложением к Постановлению ЦИК РФ от 15 декабря 2011 года № 73/583-6 «О регистрации депутатов Государственной Думы Федерального Собрания Российской Федерации шестого созыва» с последующими изменениями и дополнениями.

### Политическая партия «Справедливая Россия»
| №  | ФИО                                   | дата рождения | дата вступления в должность | избран по списку (№ в списке)                                                                                             |
| -- | ------------------------------------- | ------------- | --------------------------- | --- |
| 1  | Агеев, Александр Александрович        | 04.03.1976    | 15.12.2011                  | избран, Региональная группа № 66 (Город Москва — Восточная, Донская, Люблинская, № 1)                                     |
| 2  | Аксаков, Анатолий Геннадьевич         | 07.07.1957    | 15.12.2011                  | избран, Региональная группа № 19 (Республика Марий Эл, Чувашская Республика — Чувашия, № 1)                               |
| 3  | Беляков, Антон Владимирович           | 18.10.1972    | 15.12.2011                  | избран, Региональная группа № 33 (Владимирская область, № 1)                                                              |
| 4  | Брячак, Михаил Васильевич             | 06.04.1957    | 15.12.2011                  | избран, Региональная группа № 39 (Калининградская область, Псковская область, № 1)                                        |
| 5  | Бурков, Александр Леонидович          | 23.04.1967    | 15.12.2011                  | избран, Региональная группа № 59 (Свердловская область — Каменск-Уральская, Серовская, Центральная, № 1)                  |
| 6  | Бычкова, Евдокия Ивановна             | 13.03.1955    | 17.12.2011                  | передан мандат Курочкина А. А.; Региональная группа № 45 (Липецкая область, № 2)                                          |
| 7  | Ванчугов, Роман Анатольевич           | 28.02.1972    | 15.12.2011                  | избран, Региональная группа № 44 (Республика Карелия, Ленинградская область, № 1)                                         |
| 8  | Гартунг, Валерий Карлович             | 12.11.1960    | 15.12.2011                  | избран, Региональная группа № 64 (Челябинская область, № 1)                                                               |
| 9  | Гасанов, Джамаладин Набиевич          | 05.08.1964    | 15.12.2011                  | избран, Региональная группа № 55 (Ростовская область, № 2)                                                                |
| 10 | Горовцов, Дмитрий Евгеньевич          | 06.11.1966    | 15.12.2011                  | избран, Региональная группа № 41 (Кемеровская область, № 1)                                                               |
| 11 | Горячева, Светлана Петровна           | 03.06.1947    | 15.12.2011                  | избрана, Региональная группа № 26 (Приморский край, № 1)                                                                  |
| 12 | Грачёв, Иван Дмитриевич               | 19.02.1952    | 15.12.2011                  | избран, Общефедеральная часть списка № 7                                                                                  |
| 13 | Грешневиков, Анатолий Николаевич      | 29.08.1956    | 15.12.2011                  | избран, Региональная группа № 65 (Ярославская область, № 1)                                                               |
| 14 | Гудков, Геннадий Владимирович         | 15.08.1956    | 15.12.2011                  | избран, Региональная группа № 67 (Город Москва — Кунцевская, Царицынская, Центральная, Черёмушкинская, № 1)               |
| 15 | Гудков, Дмитрий Геннадьевич           | 19.01.1980    | 15.12.2011                  | избран, Региональная группа № 56 (Рязанская область, Тамбовская область, № 1)                                             |
| 16 | Дмитриева, Оксана Генриховна          | 03.04.1958    | 15.12.2011                  | избрана, Общефедеральная часть списка № 3                                                                                 |
| 17 | Доронин, Сергей Александрович         | 02.01.1965    | 15.12.2011                  | избран, Региональная группа № 42 (Кировская область, № 1)                                                                 |
| 18 | Драпеко, Елена Григорьевна            | 29.10.1948    | 15.12.2011                  | избрана, Общефедеральная часть списка № 8                                                                                 |
| 19 | Емельянов, Михаил Васильевич          | 09.05.1962    | 15.12.2011                  | избран, Региональная группа № 55 (Ростовская область, № 1)                                                                |
| 20 | Епифанова, Ольга Николаевна           | 19.08.1966    | 15.12.2011                  | избрана, Региональная группа № 29 (Республика Коми, Архангельская область, № 1)                                           |
| 21 | Зотов, Игорь Львович                  | 24.12.1959    | 15.12.2011                  | избран, Региональная группа № 62 (Тульская область, № 1)                                                                  |
| 22 | Зубов, Валерий Михайлович             | 09.05.1953    | 15.12.2011                  | избран, Региональная группа № 24 (Красноярский край, Томская область, № 1)                                                |
| 23 | Ильковский, Константин Константинович | 12.01.1964    | 15.12.2011                  | избран, Региональная группа № 5 (Республика Бурятия, Забайкальский край, № 1)                                             |
| 24 | Казаков, Алексей Валерьевич           | 06.01.1977    | 15.12.2011                  | избран, Региональная группа № 61 (Смоленская область, № 1)                                                                |
| 25 | Крутов, Андрей Дмитриевич             | 18.02.1977    | 15.12.2011                  | избран, Региональная группа № 38 (Иркутская область, № 1)                                                                 |
| 26 | Кузьмина, Алла Владимировна           | 23.05.1963    | 15.12.2011                  | избрана, Региональная группа № 28 (Хабаровский край, Сахалинская область, Еврейская автономная область, № 1)              |
| 27 | Лакутин, Николай Афанасьевич          | 30.11.1954    | 15.12.2011                  | избран, Региональная группа № 3 (Республика Башкортостан — Бирская, Уфимская, № 1)                                        |
| 28 | Левин, Леонид Леонидович              | 02.09.1974    | 15.12.2011                  | избран, Общефедеральная часть списка № 6                                                                                  |
| 29 | Левичев, Николай Владимирович         | 28.05.1953    | 15.12.2011                  | избран, Общефедеральная часть списка № 2                                                                                  |
| 30 | Ломакин-Румянцев, Александр Вадимович | 19.12.1954    | 15.12.2011                  | избран, Общефедеральная часть списка № 4                                                                                  |
| 31 | Лысяков, Алексей Алексеевич           | 10.11.1969    | 17.12.2011                  | передан мандат Кузьмина А. С.; Региональная группа № 27 (Ставропольский край, № 2)                                        |
| 32 | Машкарин, Владимир Петрович           | 17.03.1956    | 15.12.2011                  | избран, Региональная группа № 23 (Краснодарский край — Крымская, Сочинская, № 1)                                          |
| 33 | Мизулина, Елена Борисовна             | 09.12.1954    | 15.12.2011                  | избрана, Региональная группа № 52 (Омская область, № 1)                                                                   |
| 34 | Миронов, Сергей Михайлович            | 14.02.1953    | 15.12.2011                  | избран, Общефедеральная часть списка № 1                                                                                  |
| 35 | Митрофанов, Алексей Валентинович      | 16.03.1962    | 15.12.2011                  | избран, Региональная группа № 35 (Вологодская область, Новгородская область, Тверская область, № 3)                       |
| 36 | Михеев, Олег Леонидович               | 01.11.1967    | 15.12.2011                  | избран, Региональная группа № 34 (Волгоградская область, № 1)                                                             |
| 37 | Москалькова, Татьяна Николаевна       | 30.05.1955    | 15.12.2011                  | избрана, Региональная группа № 47 (Московская область — Истринская, Химкинская, № 1)                                      |
| 38 | Музыкаев, Аднан Абдулаевич            | 08.03.1959    | 15.12.2011                  | избран, Региональная группа № 57 (Самарская область, № 1)                                                                 |
| 39 | Нилов, Олег Анатольевич               | 08.05.1962    | 15.12.2011                  | избран, Региональная группа № 69 (Город Санкт-Петербург, № 1)                                                             |
| 40 | Носовко, Геннадий Сергеевич           | 10.03.1975    | 15.12.2011                  | избран, Региональная группа № 60 (Свердловская область — Нижнетагильская, Первоуральская, № 1)                            |
| 41 | Оганян, Оганес Арменакович            | 29.10.1961    | 15.12.2011                  | избран, Региональная группа № 25 (Пермский край, № 1)                                                                     |
| 42 | Озеров, Андрей Александрович          | 11.04.1966    | 15.12.2011                  | избран, Региональная группа № 37 (Ивановская область, Костромская область, № 1)                                           |
| 43 | Парахин, Владимир Вячеславович        | 10.05.1968    | 17.12.2011                  | передан мандат Полещикова А. Е.; Региональная группа № 58 (Саратовская область, № 2)                                      |
| 44 | Пахолков, Олег Владимирович           | 23.09.1971    | 15.12.2011                  | избран, Региональная группа № 36 (Воронежская область, № 1)                                                               |
| 45 | Петров, Сергей Анатольевич            | 16.08.1954    | 15.12.2011                  | избран, Региональная группа № 53 (Оренбургская область, № 1)                                                              |
| 46 | Петухова, Наталья Рэмовна             | 02.05.1954    | 15.12.2011                  | избрана, Региональная группа № 69 (Город Санкт-Петербург, № 2)                                                            |
| 47 | Пономарёв, Илья Владимирович          | 06.08.1975    | 15.12.2011                  | избран, Региональная группа № 51 (Новосибирская область, № 1)                                                             |
| 48 | Романович, Александр Леонидович       | 15.10.1952    | 15.12.2011                  | избран, Региональная группа № 46 (Московская область — Дмитровская, Коломенская, Ногинская, № 1)                          |
| 49 | Руденко, Андрей Викторович            | 13.05.1967    | 15.12.2011                  | избран, Региональная группа № 21 (Краснодарский край — Армавирская, Каневская, № 1)                                       |
| 50 | Самиев, Ильдар Рафикович              | 05.06.1968    | 17.12.2011                  | передан мандат Кузьминой Н. Б.; Региональная группа № 48 (Московская область — Люберецкая, Подольская, Серпуховская, № 2) |
| 51 | Селиванов, Юрий Алексеевич            | 28.06.1940    | 15.12.2011                  | избран, Региональная группа № 31 (Белгородская область, № 1)                                                              |
| 52 | Сердюк, Михаил Иванович               | 20.05.1976    | 15.12.2011                  | избран, Региональная группа № 71 (Ханты-Мансийский автономный округ — Югра, № 1)                                          |
| 53 | Терентьев, Александр Васильевич       | 01.01.1961    | 15.12.2011                  | избран, Региональная группа № 20 (Алтайский край, № 1)                                                                    |
| 54 | Туманов, Андрей Владимирович          | 30.11.1961    | 15.12.2011                  | избран, Общефедеральная часть списка № 5                                                                                  |
| 55 | Тумусов, Федот Семёнович              | 30.06.1955    | 15.12.2011                  | избран, Региональная группа № 11 (Республика Саха (Якутия), Камчатский край, Амурская область, Магаданская область, № 1)  |
| 56 | Ушаков, Дмитрий Владимирович          | 13.11.1980    | 15.12.2011                  | избран, Региональная группа № 69 (Город Санкт-Петербург, № 3)                                                             |
| 57 | Харлов, Вадим Борисович               | 27.09.1966    | 15.12.2011                  | избран, Региональная группа № 10 (Республика Мордовия, Ульяновская область, № 1)                                          |
| 58 | Хованская, Галина Петровна            | 23.08.1943    | 15.12.2011                  | избрана, Региональная группа № 82 (Город Москва — Медведковская, Тушинская, Шереметьевская, № 1)                          |
| 59 | Чепа, Алексей Васильевич              | 22.11.1955    | 15.12.2011                  | избран, Региональная группа № 35 (Вологодская область, Новгородская область, Тверская область, № 1)                       |
| 60 | Черешнев, Валерий Александрович       | 24.10.1944    | 15.12.2011                  | избран, Региональная группа № 59 (Свердловская область — Каменск-Уральская, Серовская, Центральная, № 2)                  |
| 61 | Четвериков, Александр Владимирович    | 08.06.1972    | 15.12.2011                  | избран, Региональная группа № 40 (Калужская область, Курская область, Орловская область, № 1)                             |
| 62 | Швецов, Василий Георгиевич            | 10.04.1961    | 15.12.2011                  | избран, Региональная область № 64 (Челябинская область, № 2)                                                              |
| 63 | Шеин, Анатолий Алексеевич             | 14.04.1956    | 15.12.2011                  | избран, Региональная группа № 50 (Нижегородская область, № 4)                                                             |
| 64 | Шудегов, Виктор Евграфович            | 05.12.1952    | 15.12.2011                  | избран, Региональная группа № 16 (Удмуртская Республика, № 1)                                                             |

### Политическая партия «Либерально-демократическая партия России»
| №  | ФИО                               | Дата рождения | Дата вступления в должность | Избран по списку, № в списке |
| -- | --------------------------------- | ------------- | --------------------------- | --- |
| 1  | Абрамов, Иван Николаевич          | 16.06.1978    | 04.12.2011                  | избран, Региональная группа № 16 (Республика Саха (Якутия), Камчатский край, Амурская область, Магаданская область, Чукотский автономный округ, № 1) |
| 2  | Ананских, Игорь Александрович     | 06.09.1966    | 04.12.2011                  | избран, Региональная группа № 47 (Ленинградская область, № 1)                                                                                        |
| 3  | Афанасьева, Елена Владимировна    | 27.03.1975    | 04.12.2011                  | избрана, Региональная группа № 56 (Оренбургская область, № 1)                                                                                        |
| 4  | Балберов, Александр Александрович | 28.08.1962    | 04.12.2011                  | избран, Региональная группа № 72 (Тульская область, № 1)                                                                                             |
| 5  | Вайнштейн, Сергей Евгеньевич      | 13.09.1978    | 04.12.2011                  | избран, Региональная группа № 75 (Челябинская область — Калининская, Кыштымская, № 1)                                                                |
| 6  | Волчек, Денис Геннадьевич         | 10.09.1971    | 04.12.2011                  | избран, Региональная группа № 81 (Город Санкт-Петербург, № 1)                                                                                        |
| 7  | Губарева, Наталья Викторовна      | 09.02.1967    | 13.12.2011                  | избрана, Региональная группа № 35 (Белгородская область, № 1)                                                                                        |
| 8  | Дегтярёв, Михаил Владимирович     | 10.07.1981    | 04.12.2011                  | избран, Региональная группа № 64 (Самарская область, № 1)                                                                                            |
| 9  | Деньгин, Вадим Евгеньевич         | 23.09.1980    | 04.12.2011                  | избран, Региональная группа № 54 (Новосибирская область, № 1)                                                                                        |
| 10 | Диденко, Алексей Николаевич       | 30.03.1983    | 04.12.2011                  | избран, Общефедеральная часть списка № 5 |
| 11 | Дроздов, Илья Юрьевич             | 11.08.1972    | 04.12.2011                  | избран, Региональная группа № 32 (Ставропольский край, № 1)                                                                                          |
| 12 | Жигарев, Сергей Александрович     | 31.03.1969    | 04.12.2011                  | избран, Региональная группа № 50 (Московская область — Истринская, Подольская, Серпуховская, Химкинская, № 1)                                        |
| 13 | Жириновский, Владимир Вольфович   | 25.04.1946    | 04.12.2011                  | избран, Общефедеральная часть списка № 1 |
| 14 | Журавлёв, Сергей Валерианович     | 17.07.1966    | 04.12.2011                  | избран, Региональная группа № 40 (Воронежская область, № 1)                                                                                          |
| 15 | Журко, Василий Васильевич         | 15.07.1963    | 04.12.2011                  | избран, Региональная группа № 74 (Челябинская область — Златоустовская, Магнитогорская, № 1)                                                         |
| 16 | Зелинский, Ян Викторович          | 18.01.1980    | 04.12.2011                  | избран, Региональная группа № 55 (Омская область, № 1)                                                                                               |
| 17 | Золочевский, Виталий Сергеевич    | 23.02.1986    | 04.12.2011                  | избран, Региональная группа № 37 (Владимирская область, № 1)                                                                                         |
| 18 | Иванов Сергей Владимирович        | 26.10.1969    | 15.12.2011                  | избран, Региональная группа № 49 (Московская область — Дмитровская, Коломенская, Люберецкая, Ногинская, № 1)                                         |
| 19 | Ищенко, Антон Анатольевич         | 15.08.1973    | 04.12.2011                  | избран, Региональная группа № 65 (Саратовская область, № 1)                                                                                          |
| 20 | Калашников, Сергей Вячеславович   | 03.07.1951    | 04.12.2011                  | избран, Общефедеральная часть списка № 6 |
| 21 | Калюжный, Руслан Валерьевич       | 04.10.1973    | 15.12.2011                  | избран, Региональная группа № 31 (Приморский край, № 1)                                                                                              |
| 22 | Каргинов, Сергей Генрихович       | 05.09.1969    | 04.12.2011                  | избран, Региональная группа № 39 (Вологодская область, № 1)                                                                                          |
| 23 | Кропачёв, Александр Сергеевич     | 20.06.1981    | 04.12.2011                  | избран, Региональная группа № 27 (Краснодарский край — Армавирская, Каневская, № 1)                                                                  |
| 24 | Кулиева, Василина Васильевна      | 20.11.1981    | 04.12.2011                  | избрана, Региональная группа № 26 (Забайкальский край, № 1)                                                                                          |
| 25 | Курдюмов, Александр Борисович     | 26.11.1967    | 04.12.2011                  | избран, Региональная группа № 52 (Нижегородская область, № 1)                                                                                        |
| 26 | Лебедев, Игорь Владимирович       | 27.09.1972    | 04.12.2011                  | избран, Общефедеральная часть списка № 3 |
| 27 | Литвинцев, Дмитрий Алексеевич     | 13.10.1971    | 04.12.2011                  | избран, Региональная группа № 38 (Волгоградская область, № 1)                                                                                        |
| 28 | Луговой, Андрей Константинович    | 19.09.1966    | 04.12.2011                  | избран, Региональная группа № 42 (Иркутская область, № 1)                                                                                            |
| 29 | Маринин, Сергей Владимирович      | 04.11.1971    | 04.12.2011                  | избран, Региональная группа № 15 (Республика Мордовия, Ульяновская область, № 1)                                                                     |
| 30 | Маркин, Андрей Леонидович         | 24.05.1965    | 04.12.2011                  | избран, Региональная группа № 21 (Удмуртская Республика, № 1)                                                                                        |
| 31 | Маркин, Эдуард Витальевич         | 19.12.1968    | 04.12.2011                  | избран, Региональная группа № 30 (Пермский край, № 1)                                                                                                |
| 32 | Напсо, Юрий Аисович               | 17.04.1973    | 04.12.2011                  | избран, Общефедеральная часть списка № 10 |
| 33 | Нилов, Ярослав Евгеньевич         | 20.03.1982    | 04.12.2011                  | избран, Общефедеральная часть списка № 4 |
| 34 | Носов, Дмитрий Юрьевич            | 09.04.1980    | 04.12.2011                  | избран, Региональная группа № 29 (Красноярский край, № 1)                                                                                            |
| 35 | Овсянников, Владимир Анатольевич  | 22.11.1961    | 04.12.2012                  | избран, Региональная группа № 28 (Краснодарский край — Краснодарская, Крымская, Сочинская, № 1)                                                      |
| 36 | Островский, Алексей Владимирович  | 14.01.1976    | 04.12.2011                  | избран, Общефедеральная часть списка № 2 |
| 37 | Рохмистров, Максим Станиславович  | 05.01.1968    | 04.12.2011                  | избран, Региональная группа № 80 (Город Москва — Тушинская, Шерементьевская, № 1)                                                                    |
| 38 | Савельев, Дмитрий Иванович        | 25.05.1971    | 04.12.2011                  | избран, Региональная группа № 44 (Кемеровская область, № 1)                                                                                          |
| 39 | Свергунова, Маргарита Николаевна  | 29.12.1974    | 04.12.2011                  | избран, Региональная группа № 76 (Ярославская область, № 1)                                                                                          |
| 40 | Свинцов, Андрей Николаевич        | 12.11.1978    | 04.12.2011                  | избран, Региональная группа № 79 (Город Москва — Кунцевская, Царицынская, Черёмушкинская, № 1)                                                       |
| 41 | Свиридов, Валентин Валентинович   | 12.12.1967    | 04.12.2011                  | избран, Региональная группа № 61 (Ростовская область — Каменская, Новочеркасская, Таганрогская, № 1)                                                 |
| 42 | Свищёв, Дмитрий Александрович     | 22.05.1969    | 04.12.2011                  | избран, Общефедеральная часть списка № 9 |
| 43 | Селезнёв, Валерий Сергеевич       | 05.09.1964    | 04.12.2011                  | избран, Общефедеральная часть списка № 8 |
| 44 | Семёнов, Владимир Владиславович   | 20.04.1967    | 04.12.2011                  | избран, Региональная группа № 25 (Алтайский край, № 1)                                                                                               |
| 45 | Сироткин, Сергей Никанорович      | 14.04.1952    | 04.12.2011                  | избран, Региональная группа № 41 (Ивановская область, Костромская область, № 1)                                                                      |
| 46 | Слуцкий, Леонид Эдуардович        | 04.01.1968    | 04.12.2011                  | избран, Общефедеральная часть списка № 7 |
| 47 | Соболев, Виктор Васильевич        | 28.11.1973    | 04.12.2011                  | избран, Региональная группа № 77 (Город Москва — Восточная, Люблинская, Медведковская, № 1)                                                          |
| 48 | Старовойтов, Александр Сергеевич  | 28.01.1972    | 04.12.2011                  | избран, Региональная группа № 10 (Республика Калмыкия, Астраханская область, Калининградская область, № 1)                                           |
| 49 | Субботин, Константин Сергеевич    | 14.01.1982    | 04.12.2011                  | избран, Региональная группа № 66 (Свердловская область — Каменск-Уральская, Центральная, № 1)                                                        |
| 50 | Сухарев, Иван Константинович      | 10.06.1978    | 04.12.2011                  | избран, Региональная группа № 3 (Республика Башкортостан — Бирская, Стерлитамакская, Уфимская, № 1)                                                  |
| 51 | Тарасюк, Василий Михайлович       | 10.10.1948    | 04.12.2011                  | избран, Региональная группа № 82 (Ханты-Мансийский автономный округ — Югра, Ямало-Ненецкий автономный округ, № 1)                                    |
| 52 | Таскаев, Владимир Павлович        | 10.09.1962    | 04.12.2011                  | избран, Региональная группа № 67 (Свердловская область — Нижнетагильская, Первоуральская, Серовская, № 1)                                            |
| 53 | Фургал, Сергей Иванович           | 12.02.1970    | 04.12.2011                  | избран, Региональная группа № 33 (Хабаровский край, Сахалинская область, Еврейская автономная область, № 1)                                          |
| 54 | Черкасов, Кирилл Игоревич         | 03.04.1967    | 04.12.2011                  | избран, Региональная группа № 14 (Республика Марий Эл, Кировская область, № 1)                                                                       |
| 55 | Чиркова, Ирина Александровна      | 06.03.1982    | 04.12.2011                  | избран, Региональная группа № 34 (Архангельская область, Ненецкий автономный округ, № 1)                                                             |
| 56 | Шингаркин, Максим Андреевич       | 01.09.1968    | 04.12.2011                  | избран, Региональная группа № 73 (Тюменская область, № 1)                                                                                            |
| 56 | Щепинов, Максим Александрович     | 01.09.1968    | 15.10.2014                  | избран, Региональная группа № 56 (Оренбургская область, №??) мандат перешел от Елены Афанасьевой                                                     |

### Политическая партия «Коммунистическая партия Российской Федерации»
| №  | ФИО                                | Дата рождения | Дата вступления в должность | Избран по списку, № в списке                                                                              |
| -- | ---------------------------------- | ------------- | --------------------------- | --- |
| 1  | Абалаков, Александр Николаевич     | 29.11.1959    | 04.12.2011                  | избран, Региональная группа № 51 (Новосибирская область, № 2)                                             |
| 2  | Авдеев, Михаил Юрьевич             | 06.03.1977    | 04.12.2011                  | избран, Региональная группа № 48 (Московская область, № 5)                                                |
| 3  | Агаев, Ваха Абуевич                | 15.03.1953    | 04.12.2011                  | избран, Региональная группа № 27 (Красноярский край, № 3)                                                 |
| 4  | Алимова, Ольга Николаевна          | 10.04.1953    | 04.12.2011                  | избран, Региональная группа № 59 (Саратовская область, № 1)                                               |
| 5  | Алфёров, Жорес Иванович            | 15.03.1930    | 04.12.2011                  | избран, Общефедеральная часть списка № 4                                                                  |
| 6  | Андреев, Андрей Анатольевич        | 24.05.1976    | 04.12.2011                  | избран, Региональная группа № 11 (Республика Коми, Архангельская область, № 1)                            |
| 7  | Апарина, Алевтина Викторовна       | 20.04.1941    | 04.12.2011                  | избран, Региональная группа № 32 (Астраханская область, Волгоградская область, № 2)                       |
| 8  | Арефьев, Николай Васильевич        | 11.03.1949    | 04.12.2011                  | избран, Региональная группа № 32 (Астраханская область, Волгоградская область, № 1)                       |
| 9  | Афонин, Юрий Вячеславович          | 22.03.1977    | 04.12.2011                  | избран, Общефедеральная часть списка № 3                                                                  |
| 10 | Берулава, Михаил Николаевич        | 03.08.1950    | 04.12.2011                  | избран, Региональная группа № 27 (Красноярский край, № 1)                                                 |
| 11 | Бессонов, Владимир Иванович        | 21.03.1966    | 04.12.2011                  | избран, Региональная группа № 56 (Ростовская область, № 3)                                                |
| 12 | Бифов, Анатолий Жамалович          | 07.01.1963    | 04.12.2011                  | избран, Региональная группа № 8 (Кабардино-Балкарская Республика, Карачаево-Черкесская Республика, № 1)   |
| 13 | Бортко, Владимир Владимирович      | 07.05.1946    | 04.12.2011                  | избран, Региональная группа № 70 (Город Санкт-Петербург, № 2)                                             |
| 14 | Васильев, Николай Иванович         | 28.03.1958    | 04.12.2011                  | избран, Региональная группа № 48 (Московская область, № 1)                                                |
| 15 | Васильцов, Сергей Иванович         | 02.10.1949    | 04.12.2011                  | избран, Региональная группа № 36 (Вологодская область, Новгородская область, № 1)                         |
| 16 | Вороненков, Денис Николаевич       | 10.04.1971    | 04.12.2011                  | избран, Региональная группа № 50 (Нижегородская область — Арзамасская, Кстовская, № 1)                    |
| 17 | Гаврилов, Сергей Анатольевич       | 27.01.1966    | 04.12.2011                  | избран, Региональная группа № 37 (Воронежская область, № 1)                                               |
| 18 | Гончаров, Виктор Иванович          | 14.06.1959    | 04.12.2011                  | избран, Региональная группа № 30 (Ставропольский край, № 1)                                               |
| 19 | Гостев, Руслан Георгиевич          | 11.01.1945    | 04.12.2011                  | избран, Региональная группа № 37 (Воронежская область, № 2)                                               |
| 20 | Денисенко, Олег Иванович           | 15.04.1962    | 04.12.2011                  | избран, Региональная группа № 52 (Омская область, Томская область, № 2)                                   |
| 21 | Доровин, Евгений Владимирович      | 01.07.1949    | 04.12.2011                  | избран, Региональная группа № 69 (Город Москва, № 6)                                                      |
| 22 | Дорохин, Павел Сергеевич           | 25.10.1965    | 04.12.2011                  | избран, Региональная группа № 62 (Свердловская область — Каменск-Уральская, Центральная, № 1)             |
| 23 | Езерский, Николай Николаевич       | 08.05.1956    | 04.12.2011                  | избран, Региональная группа № 61 (Свердловская область — Нижнетагильская, Первоуральская, Серовская, № 1) |
| 24 | Заполев, Михаил Михайлович         | 21.11.1946    | 04.12.2011                  | избран, Региональная группа № 23 (Алтайский край, № 1)                                                    |
| 25 | Зюганов, Геннадий Андреевич        | 26.06.1944    | 04.12.2011                  | избран, Общефедеральная часть списка № 1                                                                  |
| 26 | Иванов, Николай Николаевич         | 17.01.1957    | 04.12.2011                  | избран, Региональная группа № 45 (Курская область, № 1)                                                   |
| 27 | Иванюженков, Борис Викторович      | 25.02.1966    | 04.12.2011                  | избран, Региональная группа № 48 (Московская область, № 8)                                                |
| 28 | Иконников, Василий Николаевич      | 26.04.1961    | 04.12.2011                  | избран, Региональная группа № 54 (Орловская область, № 1)                                                 |
| 29 | Калашников, Леонид Иванович        | 06.08.1960    | 04.12.2011                  | избран, Региональная группа № 58 (Самарская область, № 1)                                                 |
| 30 | Кашин, Борис Сергеевич             | 03.07.1951    | 04.12.2011                  | избран, Региональная группа № 10 (Республика Карелия, Мурманская область, № 1)                            |
| 31 | Кашин, Владимир Иванович           | 10.08.1948    | 04.12.2011                  | избран, Общефедеральная часть списка № 7                                                                  |
| 32 | Коломейцев, Виктор Андреевич       | 01.06.1953    | 04.12.2011                  | избран, Региональная группа № 56 (Ростовская область, № 2)                                                |
| 33 | Коломейцев, Николай Васильевич     | 01.09.1956    | 04.12.2011                  | избран, Региональная группа № 56 (Ростовская область, № 1)                                                |
| 34 | Комоедов, Владимир Петрович        | 14.08.1950    | 04.12.2011                  | избран, Общефедеральная часть списка № 2                                                                  |
| 35 | Комоцкий, Борис Олегович           | 31.01.1956    | 04.12.2011                  | избран, Региональная группа № 41 (Калужская область, Смоленская область, № 1)                             |
| 36 | Корниенко, Алексей Викторович      | 22.07.1976    | 04.12.2011                  | избран, Региональная группа № 29 (Приморский край, № 1)                                                   |
| 37 | Кочиев, Роберт Иванович            | 16.03.1966    | 04.12.2011                  | избран, Региональная группа № 15 (Республика Северная Осетия — Алания, № 1)                               |
| 38 | Кравец, Александр Алексеевич       | 31.01.1950    | 04.12.2011                  | избран, Региональная группа № 52 (Омская область, Томская область, № 1)                                   |
| 39 | Куликов, Александр Дмитриевич      | 03.12.1950    | 04.12.2011                  | избран, Региональная группа № 68 (Ярославская область, № 1)                                               |
| 40 | Куликов, Олег Анатольевич          | 28.01.1946    | 04.12.2011                  | избран, Региональная группа № 28 (Пермский край, № 1)                                                     |
| 41 | Кумин, Вадим Валентинович          | 01.01.1973    | 04.12.2011                  | избран, Региональная группа № 69 (Город Москва, № 3)                                                      |
| 42 | Левченко, Сергей Георгиевич        | 02.11.1953    | 04.12.2011                  | избран, Региональная группа № 39 (Иркутская область, № 1)                                                 |
| 43 | Лихачёв, Василий Николаевич        | 05.01.1952    | 04.12.2011                  | избран, Региональная группа № 16 (Республика Татарстан (Татарстан) — Московская, Центральная, № 1)        |
| 44 | Локоть, Анатолий Евгеньевич        | 18.01.1959    | 04.12.2011                  | избран, Региональная группа № 51 (Новосибирская область, № 1)                                             |
| 45 | Мамаев, Сергей Павлинович          | 04.02.1958    | 04.12.2011                  | избран, Региональная группа № 43 (Кировская область, № 1)                                                 |
| 46 | Мархаев, Вячеслав Михайлович       | 01.06.1955    | 04.12.2011                  | избран, Региональная группа № 5 (Республика Бурятия, № 1)                                                 |
| 47 | Мельников, Иван Иванович           | 07.08.1950    | 04.12.2011                  | избран, Общефедеральная часть списка № 6                                                                  |
| 48 | Муравленко, Сергей Викторович      | 02.03.1950    | 04.12.2011                  | избран, Региональная группа № 33 (Белгородская область, № 1)                                              |
| 49 | Некрасов, Александр Николаевич     | 20.06.1963    | 04.12.2011                  | избран, Региональная группа № 67 (Челябинская область, № 2)                                               |
| 50 | Никитин, Владимир Степанович       | 05.04.1948    | 04.12.2011                  | избран, Региональная группа № 40 (Калининградская область, Псковская область, № 1)                        |
| 51 | Никитчук, Иван Игнатьевич          | 21.05.1944    | 04.12.2011                  | избран, Региональная группа № 67 (Челябинская область, № 3)                                               |
| 52 | Новиков, Дмитрий Георгиевич        | 12.09.1969    | 04.12.2011                  | избран, Общефедеральная часть списка № 9                                                                  |
| 53 | Обухов, Сергей Павлович            | 05.10.1958    | 04.12.2011                  | избран, Региональная группа № 26 (Краснодарский край, № 2)                                                |
| 54 | Паутов, Виктор Николаевич          | 05.07.1953    | 04.12.2011                  | избран, Региональная группа № 35 (Владимирская область, № 1)                                              |
| 55 | Пешков, Виктор Петрович            | 28.10.1945    | 04.12.2011                  | избран, Региональная группа № 17 (Республика Татарстан (Татарстан) — Набережночелнинская, Нефтяная, № 1)  |
| 56 | Плетнёва, Тамара Васильевна        | 22.11.1947    | 04.12.2011                  | избран, Региональная группа № 55 (Пензенская область, Тамбовская область, № 1)                            |
| 57 | Поздняков, Владимир Георгиевич     | 30.06.1946    | 04.12.2011                  | избран, Региональная группа № 24 (Забайкальский край, Амурская область, № 1)                              |
| 58 | Пономарёв, Алексей Алексеевич      | 22.03.1942    | 04.12.2011                  | избран, Региональная группа № 38 (Ивановская область, Костромская область, № 1)                           |
| 59 | Потапов, Александр Владимирович    | 04.11.1954    | 04.12.2011                  | избран, Региональная группа № 69 (Город Москва, № 5)                                                      |
| 60 | Потомский, Вадим Владимирович      | 12.08.1972    | 04.12.2011                  | избран, Региональная группа № 46 (Ленинградская область, № 1)                                             |
| 61 | Разворотнев, Николай Васильевич    | 09.04.1954    | 04.12.2011                  | избран, Региональная группа № 47 (Липецкая область, № 1)                                                  |
| 62 | Рашкин, Валерий Фёдорович          | 14.03.1955    | 04.12.2011                  | избран, Региональная группа № 69 (Город Москва, № 1)                                                      |
| 63 | Решульский, Сергей Николаевич      | 21.09.1951    | 04.12.2011                  | избран, Региональная группа № 6 (Республика Дагестан, № 1)                                                |
| 64 | Родин, Владимир Романович          | 12.01.1953    | 04.12.2011                  | избран, Региональная группа № 69 (Город Москва, № 8)                                                      |
| 65 | Романов, Валентин Степанович       | 29.10.1937    | 04.12.2011                  | избран, Региональная группа № 58 (Самарская область, № 2)                                                 |
| 66 | Романов, Пётр Васильевич           | 21.07.1943    | 04.12.2011                  | избран, Региональная группа № 34 (Брянская область, № 1)                                                  |
| 67 | Рульков, Евгений Адамович          | 09.03.1950    | 04.12.2011                  | избран, Региональная группа № 39 (Иркутская область, № 2)                                                 |
| 68 | Русских, Алексей Юрьевич           | 17.07.1968    | 04.12.2011                  | избран, Региональная группа № 48 (Московская область, № 2)                                                |
| 69 | Рябов, Николай Фёдорович           | 20.03.1949    | 04.12.2011                  | избран, Региональная группа № 49 (Нижегородская область — Нижегородская, Семёновская, № 1)                |
| 70 | Савицкая, Светлана Евгеньевна      | 08.08.1948    | 04.12.2011                  | избран, Общефедеральная часть списка № 5                                                                  |
| 71 | Сапожников, Николай Иванович       | 05.08.1949    | 04.12.2011                  | избран, Региональная группа № 19 (Удмуртская Республика, № 1)                                             |
| 72 | Симагин, Владимир Александрович    | 05.08.1974    | 04.12.2011                  | избран, Региональная группа № 55 (Пензенская область, Тамбовская область, № 2)                            |
| 73 | Синельщиков, Юрий Петрович         | 26.09.1947    | 04.12.2011                  | избран, Региональная группа № 66 (Ульяновская область, № 1)                                               |
| 74 | Смолин, Олег Николаевич            | 10.02.1952    | 04.12.2011                  | избран, Региональная группа № 69 (Город Москва, № 4)                                                      |
| 75 | Собко, Сергей Васильевич           | 12.06.1949    | 04.12.2011                  | избран, Региональная группа № 42 (Кемеровская область, № 1)                                               |
| 76 | Сокол, Святослав Михайлович        | 22.03.1946    | 04.12.2011                  | избран, Региональная группа № 70 (Город Санкт-Петербург, № 1)                                             |
| 77 | Соловьёв, Вадим Георгиевич         | 29.07.1958    | 04.12.2011                  | избран, Региональная группа № 63 (Тверская область, № 1)                                                  |
| 78 | Стародубцев, Василий Александрович | 25.12.1931    | 04.12.2011                  | избран, Региональная группа № (Тульская область, № 1)                                                     |
| 79 | Тайсаев, Казбек Куцукович          | 12.02.1967    | 04.12.2011                  | избран, Общефедеральная часть списка № 10                                                                 |
| 80 | Таранин, Виктор Иванович           | 19.02.1957    | 04.12.2011                  | избран, Региональная группа № 48 (Московская область, № 7)                                                |
| 81 | Тарнаев, Александр Петрович        | 13.11.1952    | 04.12.2011                  | избран, Региональная группа № 50 (Нижегородская область — Арзамасская, Кстовская, № 1)                    |
| 82 | Тетёкин, Вячеслав Николаевич       | 02.10.1949    | 04.12.2011                  | избран, Региональная группа № 65 (Тюменская область, Ханты-Мансийский автономный округ — Югра, № 1)       |
| 83 | Тычинин, Андрей Джафарович         | 13.06.1971    | 04.12.2011                  | избран, Региональная группа № 4 (Республика Башкортостан — Салаватская, Стерлитамакская, № 1)             |
| 84 | Федоткин, Владимир Николаевич      | 25.07.1947    | 04.12.2011                  | избран, Региональная группа № 57 (Рязанская область, № 1)                                                 |
| 85 | Харитонов, Николай Михайлович      | 30.10.1948    | 04.12.2011                  | избран, Региональная группа № 26 (Краснодарский край, № 1)                                                |
| 86 | Черкесов, Виктор Васильевич        | 13.07.1950    | 04.12.2011                  | избран, Общефедеральная часть № 8                                                                         |
| 87 | Чикин, Валентин Васильевич         | 25.01.1932    | 04.12.2011                  | избран, Региональная группа № 53 (Оренбургская область, № 1)                                              |
| 88 | Ширшов, Константин Владимирович    | 01.08.1974    | 04.12.2011                  | избран, Региональная группа № 26 (Краснодарский край, № 4)                                                |
| 89 | Штогрин, Сергей Иванович           | 21.07.1948    | 04.12.2011                  | избран, Региональная группа № 31 (Хабаровский край, Еврейская автономная область, № 1)                    |
| 90 | Шурчанов, Валентин Сергеевич       | 19.01.1947    | 04.12.2011                  | избран, Региональная группа № 22 (Чувашская Республика (Чувашия), № 1)                                    |
| 91 | Юрченко, Сергей Иванович           | 15.04.1948    | 04.12.2011                  | избран, Региональная группа № 23 (Алтайский край, № 3)                                                    |
| 92 | Ющенко, Александр Андреевич        | 19.11.1969    | 04.12.2011                  | избран, Региональная группа № 3 (Республика Башкортостан — Бирская, Уфимская, № 1)                        |

### Политическая партия «Единая Россия»
| №   | ФИО                                 | Дата рождения | Избран по списку, № в списке                                                             |
| --- | ----------------------------------- | ------------- | ---------------------------------------------------------------------------------------- |
| 1   | Абдулатипов, Рамазан Гаджимурадович | 04.08.1946    | избран, Региональная группа № 5 (Республика Дагестан, № 3)                               |
| 2   | Аброськин, Николай Павлович         | 01.01.1951    | избран, Региональная группа № 18 (Удмуртская Республика, № 3)                            |
| 3   | Абубакиров, Ришат Фазлутдинович     | 04.07.1959    | избран, Региональная группа № 16 (Республика Татарстан (Татарстан), № 12)                |
| 4   | Агаев, Бекхан Вахаевич              | 29.03.1975    | избран, Региональная группа № 18 (Удмуртская Республика, № 4)                            |
| 5   | Агузаров, Тамерлан Кимович          | 14.06.1963    | избран, Региональная группа № 15 (Республика Северная Осетия — Алания, № 3)              |
| 6   | Алексеева, Татьяна Олеговна         | 16.12.1962    | избран, Региональная группа № 44 (Кемеровская область, № 3)                              |
| 7   | Амирилаев, Адам Баширович           | 20.05.1963    | избран, Региональная группа № 5 (Республика Дагестан, № 9)                               |
| 8   | Аникеев, Григорий Викторович        | 28.02.1972    | избран, Региональная группа № 36 (Владимирская область, № 2)                             |
| 9   | Аршба, Отари Ионович                | 12.04.1955    | избран, Региональная группа № 67 (Свердловская область, № 4)                             |
| 10  | Афонский, Владимир Игорьевич        | 10.10.1966    | избран, Региональная группа № 72 (Тульская область, № 6)                                 |
| 11  | Бабаков, Александр Михайлович       | 08.02.1963    | избран, Региональная группа № 69 (Тамбовская область, № 3)                               |
| 12  | Балашов, Балаш Курбанмагомедович    | 17.02.1954    | избран, Региональная группа № 5 (Республика Дагестан, № 10)                              |
| 13  | Балыхин, Григорий Артёмович         | 19.11.1946    | избран, Региональная группа № 74 (Ульяновская область, № 2)                              |
| 14  | Бариев, Марат Мансурович            | 09.07.1961    | избран, Региональная группа № 16 (Республика Татарстан (Татарстан), № 8)                 |
| 15  | Баринов, Игорь Вячеславович         | 22.05.1968    | избран, Региональная группа № 67 (Свердловская область, № 5)                             |
| 16  | Баталина, Ольга Юрьевна             | 08.11.1975    | избран, Региональная группа № 65 (Саратовская область, № 6)                              |
| 17  | Баталова, Рима Акбердиновна         | 01.01.1964    | избран, Региональная группа № 3 (Республика Башкортостан, № 8)                           |
| 18  | Белоусов, Вадим Владимирович        | 02.10.1960    | избран, Региональная группа № 75 (Челябинская область, № 5)                              |
| 19  | Бобраков, Алексей Евгеньевич        | 16.02.1981    | избран, Региональная группа № 75 (Челябинская область, № 8)                              |
| 20  | Богуславский, Ирек Борисович        | 09.09.1967    | избран, Региональная группа № 16 (Республика Татарстан (Татарстан), № 7)                 |
| 21  | Боженов, Сергей Анатольевич         | 08.04.1965    | избран, Региональная группа № 33 (Астраханская область, № 3)                             |
| 22  | Бокова, Людмила Николаевна          | 17.05.1978    | избран, Региональная группа № 65 (Саратовская область, № 3)                              |
| 23  | Борзова, Ольга Георгиевна           | 01.01.1949    | избран, Региональная группа № 62 (Ростовская область, № 2)                               |
| 24  | Борцов, Николай Иванович            | 08.05.1945    | избран, Региональная группа № 50 (Липецкая область, № 2)                                 |
| 25  | Бочаров, Андрей Иванович            | 14.10.1969    | избран, Региональная группа № 35 (Брянская область, № 1)                                 |
| 26  | Брыксин, Александр Юрьевич          | 20.01.1967    | избран, Региональная группа № 48 (Курская область, № 4)                                  |
| 27  | Булавинов, Вадим Евгеньевич         | 20.03.1963    | избран, Региональная группа № 54 (Нижегородская область, № 2)                            |
| 28  | Булаев, Николай Иванович            | 01.09.1949    | избран, Региональная группа № 63 (Рязанская область, № 4)                                |
| 29  | Бурматов, Владимир Владимирович     | 18.08.1981    | избран, Региональная группа № 75 (Челябинская область, № 4)                              |
| 30  | Бурыкина, Наталья Викторовна        | 20.08.1960    | избран, Региональная группа № 42 (Калининградская область, № 4)                          |
| 31  | Валеев, Эрнест Абдулович            | 07.04.1950    | избран, Региональная группа № 73 (Тюменская область, № 5)                                |
| 32  | Валенчук, Олег Дорианович           | 14.09.1960    | избран, Региональная группа № 45 (Кировская область, № 2)                                |
| 33  | Валуев, Николай Сергеевич           | 21.08.1973    | избран, Региональная группа № 44 (Кемеровская область, № 6)                              |
| 34  | Василенко, Александр Борисович      | 21.10.1948    | избран, Региональная группа № 54 (Нижегородская область, № 6)                            |
| 35  | Васильев, Александр Николаевич      | 30.03.1982    | избран, Региональная группа № 61 (Псковская область, № 3)                                |
| 36  | Васильев, Владимир Абдуалиевич      | 11.08.1949    | избран, Региональная группа № 70 (Тверская область, № 3)                                 |
| 37  | Васильев, Юрий Викторович           | 01.05.1951    | избран, Региональная группа № 7 (Кабардино-Балкарская Республика, № 4)                   |
| 38  | Вахаев, Хож Магомед Хумайдович      | 01.05.1949    | избран, Региональная группа № 20 (Чеченская Республика, № 5)                             |
| 39  | Волков, Данил Владимирович          | 18.12.1975    | избран, Региональная группа № 77 (Город Москва, № 16)                                    |
| 40  | Волков, Юрий Николаевич             | 19.09.1954    | избран, Региональная группа № 43 (Калужская область, № 2)                                |
| 41  | Воробьёв, Андрей Юрьевич            | 14.04.1970    | избран, Региональная группа № 26 (Красноярский край, № 3)                                |
| 42  | Выборный, Анатолий Борисович        | 08.06.1965    | избран, Региональная группа № 77 (Город Москва, № 15)                                    |
| 43  | Вяткин, Дмитрий Фёдорович           | 21.05.1974    | избран, Региональная группа № 75 (Челябинская область, № 9)                              |
| 44  | Габдрахманов, Ильдар Нуруллович     | 04.11.1974    | избран, Региональная группа № 77 (Город Москва, № 9)                                     |
| 45  | Гаджиев, Магомед Тажудинович        | 07.04.1965    | избран, Региональная группа № 5 (Республика Дагестан, № 4)                               |
| 46  | Гаджиев, Мурад Станиславович        | 31.07.1961    | избран, Региональная группа № 5 (Республика Дагестан, № 11)                              |
| 47  | Галимарданов, Марсел Магфурович     | 03.10.1951    | избран, Региональная группа № 16 (Республика Татарстан (Татарстан), № 13)                |
| 48  | Гальченко, Валерий Владимирович     | 15.08.1951    | избран, Региональная группа № 46 (Костромская область, № 2)                              |
| 49  | Гасанов, Магомедкади Набиевич       | 21.11.1962    | избран, Региональная группа № 5 (Республика Дагестан, № 7)                               |
| 50  | Геккиев, Заур Далхатович            | 12.02.1961    | избран, Региональная группа № 7 (Кабардино-Балкарская Республика, № 3)                   |
| 51  | Герасименко, Николай Фёдорович      | 01.12.1950    | избран, Региональная группа № 22 (Алтайский край, № 4)                                   |
| 52  | Герасимова, Надежда Васильевна      | 22.03.1952    | избран, Региональная группа № 54 (Нижегородская область, № 7)                            |
| 53  | Гильмутдинов, Ильдар Ирекович       | 03.09.1962    | избран, Региональная группа № 16 (Республика Татарстан (Татарстан), № 5)                 |
| 54  | Глубоковская, Эльмира Гусейновна    | 20.04.1957    | избран, Региональная группа № 28 (Приморский край, № 4)                                  |
| 55  | Говорухин, Станислав Сергеевич      | 29.03.1936    | избран, Региональная группа № 29 (Ставропольский край, № 4)                              |
| 56  | Гольдштейн, Ростислав Эрнстович     | 15.03.1969    | избран, Региональная группа № 31 (Амурская область, № 4)                                 |
| 57  | Гончар, Николай Николаевич          | 18.10.1946    | избран, Региональная группа № 77 (Город Москва, № 5)                                     |
| 58  | Горовой, Николай Иванович           | 15.12.1937    | избран, Региональная группа № 25 (Краснодарский край, № 3)                               |
| 59  | Гридин, Владимир Григорьевич        | 08.12.1955    | избран, Региональная группа № 44 (Кемеровская область, № 4)                              |
| 60  | Гутенёв, Владимир Владимирович      | 27.03.1966    | избран, Региональная группа № 64 (Самарская область, № 4)                                |
| 61  | Дегтярёв, Александр Николаевич      | 08.04.1952    | избран, Региональная группа № 3 (Республика Башкортостан, № 6)                           |
| 62  | Делимханов, Адам Султанович         | 25.09.1969    | избран, Региональная группа № 20 (Чеченская Республика, № 4)                             |
| 63  | Демченко, Иван Иванович             | 27.09.1960    | избран, Региональная группа № 25 (Краснодарский край, № 5)                               |
| 64  | Долгих, Владимир Иванович           | 05.12.1924    | избран, Региональная группа № 77 (Город Москва, № 4)                                     |
| 65  | Дорофеев, Сергей Борисович          | 16.10.1958    | избран, Региональная группа № 56 (Новосибирская область, № 3)                            |
| 66  | Езубов, Алексей Петрович            | 10.02.1948    | избран, Региональная группа № 25 (Краснодарский край, № 9)                               |
| 67  | Есяков, Сергей Яковлевич            | 11.08.1963    | избран, Региональная группа № 60 (Пензенская область, № 4)                               |
| 68  | Ефимов, Виталий Борисович           | 04.04.1940    | избран, Региональная группа № 13 (Республика Мордовия, № 3)                              |
| 69  | Жарков, Антон Викторович            | 03.10.1967    | избран, Региональная группа № 77 (Город Москва, № 14)                                    |
| 70  | Железняк, Сергей Владимирович       | 30.07.1970    | избран, Региональная группа № 77 (Город Москва, № 10)                                    |
| 71  | Жуков, Александр Дмитриевич         | 01.06.1956    | избран, Региональная группа № 42 (Калининградская область, № 1)                          |
| 72  | Журавлёв, Алексей Александрович     | 30.06.1962    | избран, Региональная группа № 39 (Воронежская область, № 5)                              |
| 73  | Завальный, Павел Николаевич         | 11.08.1961    | избран, Региональная группа № 79 (Ханты-Мансийский автономный округ — Югра, № 3)         |
| 74  | Заварзин, Виктор Михайлович         | 28.11.1948    | избран, Региональная группа № 58 (Оренбургская область, № 4)                             |
| 75  | Звагельский, Виктор Фридрихович     | 30.07.1963    | избран, Региональная группа № 77 (Город Москва, № 11)                                    |
| 76  | Зеренков, Валерий Георгиевич        | 13.08.1948    | избран, Региональная группа № 29 (Ставропольский край, № 5)                              |
| 77  | Зубицкий, Борис Давыдович           | 16.12.1947    | избран, Региональная группа № 72 (Тульская область, № 5)                                 |
| 78  | Игошин, Игорь Николаевич            | 11.12.1970    | избран, Региональная группа № 36 (Владимирская область, № 4)                             |
| 79  | Ильтяков, Александр Владимирович    | 09.10.1971    | избран, Региональная группа № 47 (Курганская область, № 1)                               |
| 80  | Ильясов, Радик Сабитович            | 27.05.1951    | избран, Региональная группа № 16 (Республика Татарстан (Татарстан), № 9)                 |
| 81  | Исаев, Андрей Константинович        | 01.10.1964    | избран, Региональная группа № 77 (Город Москва, № 6)                                     |
| 82  | Исаев, Михаил Александрович         | 26.01.1974    | избран, Региональная группа № 65 (Саратовская область, № 7)                              |
| 83  | Исаев, Юрий Олегович                | 01.01.1972    | избран, Региональная группа № 39 (Воронежская область, № 6)                              |
| 84  | Кабаева, Алина Маратовна            | 12.05.1983    | избран, Региональная группа № 16 (Республика Татарстан (Татарстан), № 4)                 |
| 85  | Кабанова, Валентина Викторовна      | 10.10.1951    | избран, Региональная группа № 52 (Московская область, № 2)                               |
| 86  | Казаков, Виктор Алексеевич          | 04.04.1949    | избран, Региональная группа № 64 (Самарская область, № 5)                                |
| 87  | Каминский, Александр Викторович     | 18.11.1957    | избран, Региональная группа № 62 (Ростовская область, № 3)                               |
| 88  | Канчер, Сергей Васильевич           | 25.09.1955    | избран, Региональная группа № 65 (Саратовская область, № 8)                              |
| 89  | Карелин, Александр Александрович    | 19.09.1967    | избран, Региональная группа № 56 (Новосибирская область, № 1)                            |
| 90  | Карелова, Галина Николаевна         | 29.06.1950    | избран, Региональная группа № 39 (Воронежская область, № 2)                              |
| 91  | Карлов, Георгий Александрович       | 04.01.1971    | избран, Региональная группа № 66 (Сахалинская область, № 2)                              |
| 92  | Кармазина, Раиса Васильевна         | 09.01.1951    | избран, Региональная группа № 26 (Красноярский край, № 4)                                |
| 93  | Карпов, Анатолий Евгеньевич         | 23.05.1951    | избран, Региональная группа № 73 (Тюменская область, № 3)                                |
| 94  | Качкаев, Павел Рюрикович            | 04.10.1951    | избран, Региональная группа № 3 (Республика Башкортостан, № 4)                           |
| 95  | Квитка, Иван Иванович               | 04.05.1967    | избран, Региональная группа № 73 (Тюменская область, № 2)                                |
| 96  | Кидяев, Виктор Борисович            | 09.07.1956    | избран, Региональная группа № 69 (Тамбовская область, № 2)                               |
| 97  | Климов, Андрей Аркадьевич           | 09.11.1954    | избран, Региональная группа № 27 (Пермский край, № 3)                                    |
| 98  | Климов, Виктор Владимирович         | 17.02.1968    | избран, Региональная группа № 3 (Республика Башкортостан, № 10)                          |
| 99  | Клинцевич, Франц Адамович           | 15.06.1957    | избран, Региональная группа № 68 (Смоленская область, № 1)                               |
| 100 | Кнышов, Алексей Владимирович        | 30.07.1968    | избран, Региональная группа № 62 (Ростовская область, № 6)                               |
| 101 | Кобзон, Иосиф Давыдович             | 11.09.1937    | избран, Региональная группа № 23 (Забайкальский край, № 2)                               |
| 102 | Ковалёв, Николай Дмитриевич         | 06.08.1949    | избран, Региональная группа № 59 (Орловская область, № 1)                                |
| 103 | Когогина, Альфия Гумаровна          | 22.02.1968    | избран, Региональная группа № 16 (Республика Татарстан (Татарстан), № 6)                 |
| 104 | Кожевникова, Мария Александровна    | 14.11.1984    | избран, Региональная группа № 77 (Город Москва, № 13)                                    |
| 105 | Колесник, Андрей Иванович           | 26.02.1960    | избран, Региональная группа № 42 (Калининградская область, № 3)                          |
| 106 | Колесников, Олег Алексеевич         | 11.09.1968    | избран, Региональная группа № 75 (Челябинская область, № 7)                              |
| 107 | Кононов, Владимир Михайлович        | 13.03.1958    | избран, Региональная группа № 52 (Московская область, № 8)                               |
| 108 | Коньков, Дмитрий Сергеевич          | 19.01.1976    | избран, Региональная группа № 37 (Волгоградская область, № 3)                            |
| 109 | Косачёв, Константин Иосифович       | 17.09.1962    | избран, Региональная группа № 21 (Чувашская Республика — Чувашия, № 2)                   |
| 110 | Костунов, Илья Евгеньевич           | 03.11.1980    | избран, Региональная группа № 39 (Воронежская область, № 4)                              |
| 111 | Кравченко, Валерий Николаевич       | 01.01.1947    | избран, Региональная группа № 25 (Краснодарский край, № 11)                              |
| 112 | Красов, Андрей Леонидович           | 27.01.1967    | избран, Региональная группа № 63 (Рязанская область, № 3)                                |
| 113 | Крашенинников, Павел Владимирович   | 21.06.1964    | избран, Региональная группа № 3 (Республика Башкортостан, № 2)                           |
| 114 | Кретов, Александр Владимирович      | 31.01.1972    | избран, Региональная группа № 75 (Челябинская область, № 6)                              |
| 115 | Кривоносов, Сергей Владимирович     | 29.05.1971    | избран, Региональная группа № 25 (Краснодарский край, № 8)                               |
| 116 | Крупенников, Владимир Александрович | 01.09.1969    | избран, Региональная группа № 77 (Город Москва, № 3)                                     |
| 117 | Кузьминых, Тамара Гавриловна        | 04.07.1937    | избран, Региональная группа № 11 (Республика Коми, № 2)                                  |
| 118 | Кузьмичёва, Екатерина Ивановна      | 16.01.1955    | избран, Региональная группа № 64 (Самарская область, № 6)                                |
| 119 | Кулик, Геннадий Васильевич          | 20.01.1935    | избран, Региональная группа № 48 (Курская область, № 3)                                  |
| 120 | Курбанов, Ризван Даниялович         | 03.01.1961    | избран, Региональная группа № 5 (Республика Дагестан, № 6)                               |
| 121 | Лахова, Екатерина Филипповна        | 26.05.1948    | избран, Региональная группа № 35 (Брянская область, № 2)                                 |
| 122 | Лебедев, Олег Владимирович          | 21.03.1964    | избран, Региональная группа № 34 (Белгородская область, № 4)                             |
| 123 | Ледков, Григорий Петрович           | 26.03.1969    | избран, Региональная группа № 80 (Ямало-Ненецкий автономный округ, № 3)                  |
| 124 | Липатов, Юрий Александрович         | 14.06.1953    | избран, Региональная группа № 52 (Московская область, № 7)                               |
| 125 | Лысаков, Вячеслав Иванович          | 10.11.1953    | избран, Региональная группа № 52 (Московская область, № 6)                               |
| 126 | Макаров, Андрей Михайлович          | 22.07.1954    | избран, Региональная группа № 54 (Нижегородская область, № 4)                            |
| 127 | Макаров, Николай Иванович           | 08.02.1950    | избран, Региональная группа № 60 (Пензенская область, № 3)                               |
| 128 | Максакова-Игенбергс, Мария Петровна | 24.07.1977    | избран, Региональная группа № 33 (Астраханская область, № 2)                             |
| 129 | Максимова, Надежда Сергеевна        | 13.01.1942    | избран, Региональная группа № 19 (Республика Хакасия, № 2)                               |
| 130 | Максимова, Светлана Викторовна      | 16.07.1961    | избран, Региональная группа № 70 (Тверская область, № 2)                                 |
| 131 | Мануйлова, Ирина Викторовна         | 26.10.1965    | избран, Региональная группа № 56 (Новосибирская область, № 2)                            |
| 132 | Марданшин, Рафаэль Мирхатимович     | 24.12.1961    | избран, Региональная группа № 3 (Республика Башкортостан, № 12)                          |
| 133 | Маркелов, Михаил Юрьевич            | 05.12.1966    | избран, Региональная группа № 37 (Волгоградская область, № 4)                            |
| 134 | Махмутов, Анвар Анасович            | 26.09.1955    | избран, Региональная группа № 3 (Республика Башкортостан, № 9)                           |
| 135 | Михалёв, Борис Владимирович         | 03.01.1960    | избран, Региональная группа № 44 (Кемеровская область, № 2)                              |
| 136 | Моисеев, Михаил Алексеевич          | 22.01.1939    | избран, Региональная группа № 30 (Хабаровский край, Еврейская автономная область, № 2)   |
| 137 | Морозов, Олег Викторович            | 05.11.1953    | избран, Региональная группа № 16 (Республика Татарстан (Татарстан), № 3)                 |
| 138 | Москвичёв, Евгений Сергеевич        | 28.09.1957    | избран, Региональная группа № 62 (Ростовская область, № 5)                               |
| 139 | Мукабенова, Марина Алексеевна       | 20.03.1982    | избран, Региональная группа № 8 (Республика Калмыкия, № 2)                               |
| 140 | Мурга, Андрей Юрьевич               | 07.10.1969    | избран, Региональная группа № 29 (Ставропольский край, № 3)                              |
| 141 | Мурзабаева, Салия Шарифьяновна      | 13.09.1957    | избран, Региональная группа № 3 (Республика Башкортостан, № 11)                          |
| 142 | Назарова, Марина Юрьевна            | 15.03.1955    | избран, Региональная группа № 69 (Тамбовская область, № 4)                               |
| 143 | Нарышкин, Сергей Евгеньевич         | 27.10.1954    | избран, Региональная группа № 49 (Ленинградская область, № 1)                            |
| 144 | Натхо, Разиет Хамедовна             | 05.01.1961    | избран, Региональная группа № 1 (Республика Адыгея (Адыгея), № 3)                        |
| 145 | Неверов, Сергей Иванович            | 21.12.1961    | избран, Региональная группа № 22 (Алтайский край, № 2)                                   |
| 146 | Николаев, Михаил Ефимович           | 13.11.1937    | избран, Региональная группа № 14 (Республика Саха (Якутия), № 3)                         |
| 147 | Николаева, Елена Леонидовна         | 22.11.1969    | избран, Региональная группа № 58 (Оренбургская область, № 2)                             |
| 148 | Никонов, Вячеслав Алексеевич        | 05.06.1956    | избран, Региональная группа № 77 (Город Москва, № 12)                                    |
| 149 | Огородова, Людмила Михайловна       | 30.07.1957    | избран, Региональная группа № 71 (Томская область, № 2)                                  |
| 150 | Осипов, Вячеслав Константинович     | 29.08.1937    | избран, Региональная группа № 13 (Республика Мордовия, № 2)                              |
| 151 | Панина, Елена Владимировна          | 29.04.1948    | избран, Региональная группа № 77 (Город Москва, № 8)                                     |
| 152 | Панков, Николай Васильевич          | 05.01.1965    | избран, Региональная группа № 65 (Саратовская область, № 4)                              |
| 153 | Петров, Александр Петрович          | 21.05.1958    | избран, Региональная группа № 67 (Свердловская область, № 2)                             |
| 154 | Петров, Сергей Валериевич           | 19.04.1965    | избран, Региональная группа № 49 (Ленинградская область, № 2)                            |
| 155 | Петров, Юрий Александрович          | 10.04.1947    | избран, Региональная группа № 78 (Город Санкт-Петербург, № 8)                            |
| 156 | Пехтин, Владимир Алексеевич         | 09.12.1950    | избран, Региональная группа № 32 (Архангельская область, Ненецкий автономный округ, № 1) |
| 157 | Пивненко, Валентина Николаевна      | 14.06.1947    | избран, Региональная группа № 10 (Республика Карелия, № 1)                               |
| 158 | Пимашков, Пётр Иванович             | 02.07.1948    | избран, Региональная группа № 26 (Красноярский край, № 2)                                |
| 159 | Пинский, Виктор Витальевич          | 06.02.1964    | избран, Региональная группа № 28 (Приморский край, № 5)                                  |
| 160 | Плигин, Владимир Николаевич         | 19.05.1960    | избран, Региональная группа № 62 (Ростовская область, № 4)                               |
| 161 | Поддубный, Сергей Анатольевич       | 01.10.1968    | избран, Региональная группа № 44 (Кемеровская область, № 8)                              |
| 162 | Позгалёв, Вячеслав Евгеньевич       | 15.11.1946    | избран, Региональная группа № 38 (Вологодская область, № 1)                              |
| 163 | Поневежский, Владимир Александрович | 31.10.1951    | избран, Региональная группа № 11 (Республика Коми, № 3)                                  |
| 164 | Попов, Сергей Александрович         | 21.07.1949    | избран, Региональная группа № 57 (Омская область, № 2)                                   |
| 165 | Поцяпун, Владимир Тимофеевич        | 29.04.1964    | избран, Региональная группа № 3 (Республика Башкортостан, № 13)                          |
| 166 | Прокопенко, Тимур Валентинович      | 27.05.1980    | избран, Региональная группа № 65 (Саратовская область, № 5)                              |
| 167 | Прокопьев, Александр Сергеевич      | 05.08.1986    | избран, Региональная группа № 22 (Алтайский край, № 3)                                   |
| 168 | Пушков, Алексей Константинович      | 10.08.1954    | избран, Региональная группа № 27 (Пермский край, № 4)                                    |
| 169 | Рахматуллина, Зугура Ягануровна     | 26.08.1961    | избран, Региональная группа № 3 (Республика Башкортостан, № 3)                           |
| 170 | Резник, Борис Львович               | 12.02.1940    | избран, Региональная группа № 30 (Хабаровский край, Еврейская автономная область, № 3    |
| 171 | Резник, Владислав Матусович         | 17.05.1954    | избран, Региональная группа № 78 (Город Санкт-Петербург, № 5)                            |
| 172 | Ремезков, Александр Александрович   | 07.04.1962    | избран, Региональная группа № 25 (Краснодарский край, № 12)                              |
| 173 | Ресин, Владимир Иосифович           | 21.02.1936    | избран, Региональная группа № 77 (Город Москва, № 7)                                     |
| 174 | Роднина, Ирина Константиновна       | 12.09.1949    | избран, Региональная группа № 57 (Омская область, № 4)                                   |
| 175 | Романов, Антон Васильевич           | 23.10.1952    | избран, Региональная группа № 41 (Иркутская область, № 2)                                |
| 176 | Руденский, Игорь Николаевич         | 11.09.1962    | избран, Региональная группа № 60 (Пензенская область, № 1)                               |
| 177 | Саблин, Дмитрий Вадимович           | 05.09.1968    | избран, Региональная группа № 52 (Московская область, № 5)                               |
| 178 | Савельев, Дмитрий Владимирович      | 03.08.1968    | избран, Региональная группа № 72 (Тульская область, № 4)                                 |
| 179 | Савченко, Олег Владимирович         | 25.10.1966    | избран, Региональная группа № 37 (Волгоградская область, № 5)                            |
| 180 | Саралиев, Шамсаил Юнусович          | 05.11.1973    | избран, Региональная группа № 20 (Чеченская Республика, № 7)                             |
| 181 | Сафаралиев, Гаджимет Керимович      | 26.06.1950    | избран, Региональная группа № 5 (Республика Дагестан, № 8)                               |
| 182 | Сафин, Марат Мубинович              | 27.01.1980    | избран, Региональная группа № 54 (Нижегородская область, № 3)                            |
| 183 | Селимханов, Магомед Саламович       | 31.01.1976    | избран, Региональная группа № 20 (Чеченская Республика, № 6)                             |
| 184 | Семёнова, Екатерина Юрьевна         | 12.07.1972    | избран, Региональная группа № 73 (Тюменская область, № 4)                                |
| 185 | Сенаторова, Елена Николаевна        | 26.07.1958    | избран, Региональная группа № 34 (Белгородская область, № 3)                             |
| 186 | Сибагатуллин, Фатих Саубанович      | 01.05.1950    | избран, Региональная группа № 16 (Республика Татарстан (Татарстан), № 15)                |
| 187 | Сидякин, Александр Геннадьевич      | 17.11.1977    | избран, Региональная группа № 16 (Республика Татарстан (Татарстан), № 11)                |
| 188 | Симановский, Леонид Яковлевич       | 19.07.1949    | избран, Региональная группа № 79 (Ханты-Мансийский автономный округ — Югра, № 4)         |
| 189 | Скоробогатько, Александр Иванович   | 25.09.1967    | избран, Региональная группа № 25 (Краснодарский край, № 10)                              |
| 190 | Скоч, Андрей Владимирович           | 30.01.1966    | избран, Региональная группа № 34 (Белгородская область, № 2)                             |
| 191 | Слипенчук, Михаил Викторович        | 20.01.1965    | избран, Региональная группа № 4 (Республика Бурятия, № 2)                                |
| 192 | Соколова, Ирина Валерьевна          | 15.06.1956    | избран, Региональная группа № 78 (Город Санкт-Петербург, № 4)                            |
| 193 | Старшинов, Михаил Евгеньевич        | 12.12.1971    | избран, Региональная группа № 9 (Карачаево-Черкесская Республика, № 2)                   |
| 194 | Степанова, Зоя Михайловна           | 06.07.1953    | избран, Региональная группа № 62 (Ростовская область, № 7)                               |
| 195 | Тарасенко, Михаил Васильевич        | 21.11.1947    | избран, Региональная группа № 50 (Липецкая область, № 3)                                 |
| 196 | Тен, Сергей Юрьевич                 | 25.08.1976    | избран, Региональная группа № 41 (Иркутская область, № 3)                                |
| 197 | Терентьев, Михаил Борисович         | 14.05.1970    | избран, Региональная группа № 52 (Московская область, № 3)                               |
| 198 | Терешкова, Валентина Владимировна   | 06.03.1937    | избран, Региональная группа № 76 (Ярославская область, № 2)                              |
| 199 | Тимченко, Вячеслав Степанович       | 20.11.1955    | избран, Региональная группа № 45 (Кировская область, № 1)                                |
| 200 | Тихонов, Руслан Кронидович          | 08.07.1955    | избран, Региональная группа № 21 (Чувашская Республика — Чувашия, № 4)                   |
| 201 | Ткачёв, Алексей Николаевич          | 01.03.1957    | избран, Региональная группа № 25 (Краснодарский край, № 6)                               |
| 202 | Толстопятов, Василий Васильевич     | 17.09.1973    | избран, Региональная группа № 25 (Краснодарский край, № 13)                              |
| 203 | Трапезников, Валерий Владимирович   | 19.03.1947    | избран, Региональная группа № 27 (Пермский край, № 2)                                    |
| 204 | Третьяк, Владислав Александрович    | 25.04.1952    | избран, Региональная группа № 74 (Ульяновская область, № 3)                              |
| 205 | Умаханов, Умахан Магомедгаджиевич   | 25.05.1965    | избран, Региональная группа № 5 (Республика Дагестан, № 12)                              |
| 206 | Фабричный, Сергей Юрьевич           | 10.01.1962    | избран, Региональная группа № 55 (Новгородская область, № 2)                             |
| 207 | Фахритдинов, Иршат Юнирович         | 01.02.1965    | избран, Региональная группа № 3 (Республика Башкортостан, № 7)                           |
| 208 | Фёдоров, Евгений Алексеевич         | 11.05.1963    | избран, Региональная группа № 62 (Ростовская область, № 8)                               |
| 209 | Федяев, Павел Михайлович            | 31.07.1982    | избран, Региональная группа № 44 (Кемеровская область, № 9)                              |
| 210 | Фокин, Александр Иванович           | 24.10.1954    | избран, Региональная группа № 44 (Кемеровская область, № 7)                              |
| 211 | Хадарцев, Махарбек Хазбиевич        | 02.10.1964    | избран, Региональная группа № 15 (Республика Северная Осетия — Алания, № 2)              |
| 212 | Хайров, Ринат Шамильевич            | 22.06.1964    | избран, Региональная группа № 16 (Республика Татарстан (Татарстан), № 10)                |
| 213 | Хайруллин, Айрат Назипович          | 01.08.1970    | избран, Региональная группа № 16 (Республика Татарстан (Татарстан), № 14)                |
| 214 | Хамчиев, Белан Багаудинович         | 07.12.1960    | избран, Региональная группа № 6 (Республика Ингушетия, № 2)                              |
| 215 | Хинштейн, Александр Евсеевич        | 26.10.1974    | избран, Региональная группа № 64 (Самарская область, № 3)                                |
| 216 | Хор, Глеб Яковлевич                 | 08.04.1963    | избран, Региональная группа № 25 (Краснодарский край, № 4)                               |
| 217 | Хороля, Дмитрий Оттович             | 22.05.1958    | избран, Региональная группа № 80 (Ямало-Ненецкий автономный округ, № 2)                  |
| 218 | Чижов, Сергей Викторович            | 16.03.1964    | избран, Региональная группа № 39 (Воронежская область, № 7)                              |
| 219 | Чиндяскин, Сергей Викторович        | 09.12.1965    | избран, Региональная группа № 13 (Республика Мордовия, № 5)                              |
| 220 | Шайденко, Надежда Анатольевна       | 23.11.1952    | избран, Региональная группа № 72 (Тульская область, № 7)                                 |
| 221 | Шаккум, Мартин Люцианович           | 21.09.1951    | избран, Региональная группа № 52 (Московская область, № 4)                               |
| 222 | Швецова, Людмила Ивановна           | 24.09.1949    | избран, Региональная группа № 77 (Город Москва, № 2)                                     |
| 223 | Шемякин, Владимир Леонидович        | 16.04.1969    | избран, Региональная группа № 12 (Республика Марий Эл, № 2)                              |
| 224 | Шестаков, Василий Борисович         | 04.04.1953    | избран, Региональная группа № 78 (Город Санкт-Петербург, № 7)                            |
| 225 | Шихсаидов, Хизри Исаевич            | 01.08.1947    | избран, Региональная группа № 5 (Республика Дагестан, № 5)                               |
| 226 | Школкина, Надежда Васильевна        | 12.05.1970    | избран, Региональная группа № 13 (Республика Мордовия, № 4)                              |
| 227 | Шлегель, Роберт Александрович       | 17.12.1984    | избран, Региональная группа № 25 (Краснодарский край, № 7)                               |
| 228 | Шойгу, Лариса Кужугетовна           | 21.01.1953    | избран, Региональная группа № 17 (Республика Тыва, № 2)                                  |
| 229 | Шрейдер, Виктор Филиппович          | 23.02.1952    | избран, Региональная группа № 57 (Омская область, № 3)                                   |
| 230 | Шхагошев, Адальби Люлевич           | 06.06.1967    | избран, Региональная группа № 7 (Кабардино-Балкарская Республика, № 2)                   |
| 231 | Эм, Юрий Павлович                   | 12.09.1953    | избран, Региональная группа № 29 (Ставропольский край, № 2)                              |
| 232 | Эркенов, Ахмат Чокаевич             | 13.07.1951    | избран, Региональная группа № 9 (Карачаево-Черкесская Республика, № 3)                   |
| 233 | Южилин, Виталий Александрович       | 10.12.1965    | избран, Региональная группа № 78 (Город Санкт-Петербург, № 6)                            |
| 234 | Юсупов, Марсель Харисович           | 03.11.1969    | избран, Региональная группа № 3 (Республика Башкортостан, № 5)                           |
| 235 | Язев, Валерий Афонасьевич           | 29.10.1949    | избран, Региональная группа № 53 (Мурманская область, № 1)                               |
| 236 | Яковлева, Татьяна Владимировна      | 07.07.1960    | избран, Региональная группа № 40 (Ивановская область, № 2)                               |
| 237 | Якушев, Валерий Васильевич          | 23.02.1941    | избран, Региональная группа № 67 (Свердловская область, № 3)                             |
| 238 | Яровая, Ирина Анатольевна           | 17.10.1966    | избран, Региональная группа № 24 (Камчатский край, № 2)                                  |

## Отказавшиеся от мандатов депутаты
Ниже приведён список депутатов ГД ФС РФ шестого созыва (в алфавитном порядке), избранных в нижнюю палату парламента согласно Постановлению ЦИК РФ от 9 декабря 2011 г. № 70/576-6 «О результатах выборов депутатов Государственной Думы Федерального Собрания Российской Федерации шестого созыва», но впоследствии отказавшихся от мандатов на основании личных заявлений:

### «Справедливая Россия»
Мандаты признаны вакантными Постановлением ЦИК РФ от 15 декабря 2011 г. № 73/585-6:
| ФИО                           | избран по списку (№ в списке) |
| ----------------------------- | --- |
| Кузьмин, Александр Сергеевич  | Региональная группа № 27 (Ставропольский край)(№ 1)                                                                                          |
| Кузьмина, Наталия Борисовна   | избрана, Региональная группа № 48 (Московская область — Люберецкая, Московская область — Подольская, Московская область — Серпуховская)(№ 1) |
| Курочкин, Антон Анатольевич   | избран, Региональная группа № 45 (Липецкая область)(№ 1)                                                                                     |
| Полещиков, Алексей Евгеньевич | избран, Региональная группа № 58 (Саратовская область)(№ 1)                                                                                  |